# Paradiestus giganteus
Paradiestus giganteus là một loài nhện trong họ Corinnidae.
Loài này thuộc chi Paradiestus. Paradiestus giganteus được Ferdinand Karsch miêu tả năm 1880.